# Turdus pallidus
El zorzal pálido (Turdus pallidus) es una especie de ave paseriforme de la familia de los túrdidos. Se distribuye en el del este de Asia.

## Descripción
Mide aproximadamente 23 cm de largo. Las patas son de color marrón-rosáceo y el pico es gris por encima y amarillo por debajo. El macho es marrón en la parte superior, con la cabeza y la garganta de color gris azulado. Las partes inferiores son de color marrón, más oscuro en los flancos y blanquecino en el vientre y debajo de la cola. Las plumas de vuelo de las alas son de color gris oscuro y las coberteras subalares son de color gris o blanco. La cola es de color gris oscuro con puntas blancas en las plumas exteriores. La hembra es similar al macho pero más opaca, con la cabeza y la garganta más marrón pálido.

## Distribución y hábitat
Habita en bosques, matorrales, jardines y parques. Es un ave tímida que tiende a esconderse. Puede presentarse en grandes bandadas durante la migración, en particular cuando hay bayas. Se reproduce en el sureste de Siberia, en el noreste de China, Corea y puede reproducirse en Japón, especialmente en la isla de Tsushima. Es en gran parte migratorio, inverna en el sur y el centro de Japón, Corea del Sur y el sur de China, en ocasiones llegando hasta Yunnan y Taiwán.
Está clasificado como preocupación menor por la IUCN, debido a su amplia gama de distribución.